# Distinguished Service Medal (U.S. Army)
|  | For andre betydninger af DSM, se DSM |
Distinguished Service Medal (DSM) er den tredje-højeste  militær dekoration, som kan tildeles personer i den amerikanske hær. Den første tildelig fandt sted den 12. januar 1918.
Tildelingen af udmærkelsen, gives til en person, som gør tjeneste i USA’s militær og har udmærket sig selv ved, exceptionel meriterende tjeneste og under stort ansvar under krigshandlinger.
Dekorationen rangerer lavere end Distinguished Service Cross, USA men højere end Silver Star og tildeles direkte af den amerikanske præsident.
- Båndsstribe

## Ekstern henvisning
- Recipients of the Distinguished Service Medal Arkiveret 29. oktober 2013 hos  Wayback Machine